# Billy-Berclau
Billy-Berclau is een gemeente in het Franse departement Pas-de-Calais (regio Hauts-de-France). De gemeente maakt deel uit van het arrondissement Béthune. Billy-Berclau telde op 1 januari 2022 5.076 inwoners. 

## Geschiedenis
Billy werd in de 11de eeuw vermeld als Billiacum en als Billy. Berclau werd in de 11de eeuw vermeld als Berclaus. Uit de 13de eeuw dateert al een vermelding als Builli-en-Békelau.
Op het eind van het ancien régime werd Billy-Berclau een gemeente.
De plaats ligt in het steenkoolbekken van Nord-Pas-de-Calais. In het begin van de 20ste eeuw werd hier mijnschacht nr. 5 van de Compagnie des mines de Meurchin geopend. De ontginning stopte er in 1937, maar de mijnput bleef nog tot 1963 in gebruik voor de uitbating en verluchting van mijnschacht nr. 3-4.

## Geografie
De oppervlakte van Billy-Berclau bedroeg op 1 januari 2022 7,41 vierkante kilometer; de bevolkingsdichtheid was toen 685 inwoners per km². De gemeente bestaat uit het dorp Billy in het zuidwesten van de gemeente, en Berclau in het noordoosten. Beide kernen liggen zo'n anderhalve kilometer uiteen, maar door lintbebouwingen en woonwijken tegenwoordig met elkaar vergroeid.
Ten oosten van Billy-Berclau loopt de gekanaliseerde Deule. In het noorden van de gemeente takt het Canal d'Aire af richting La Bassée.

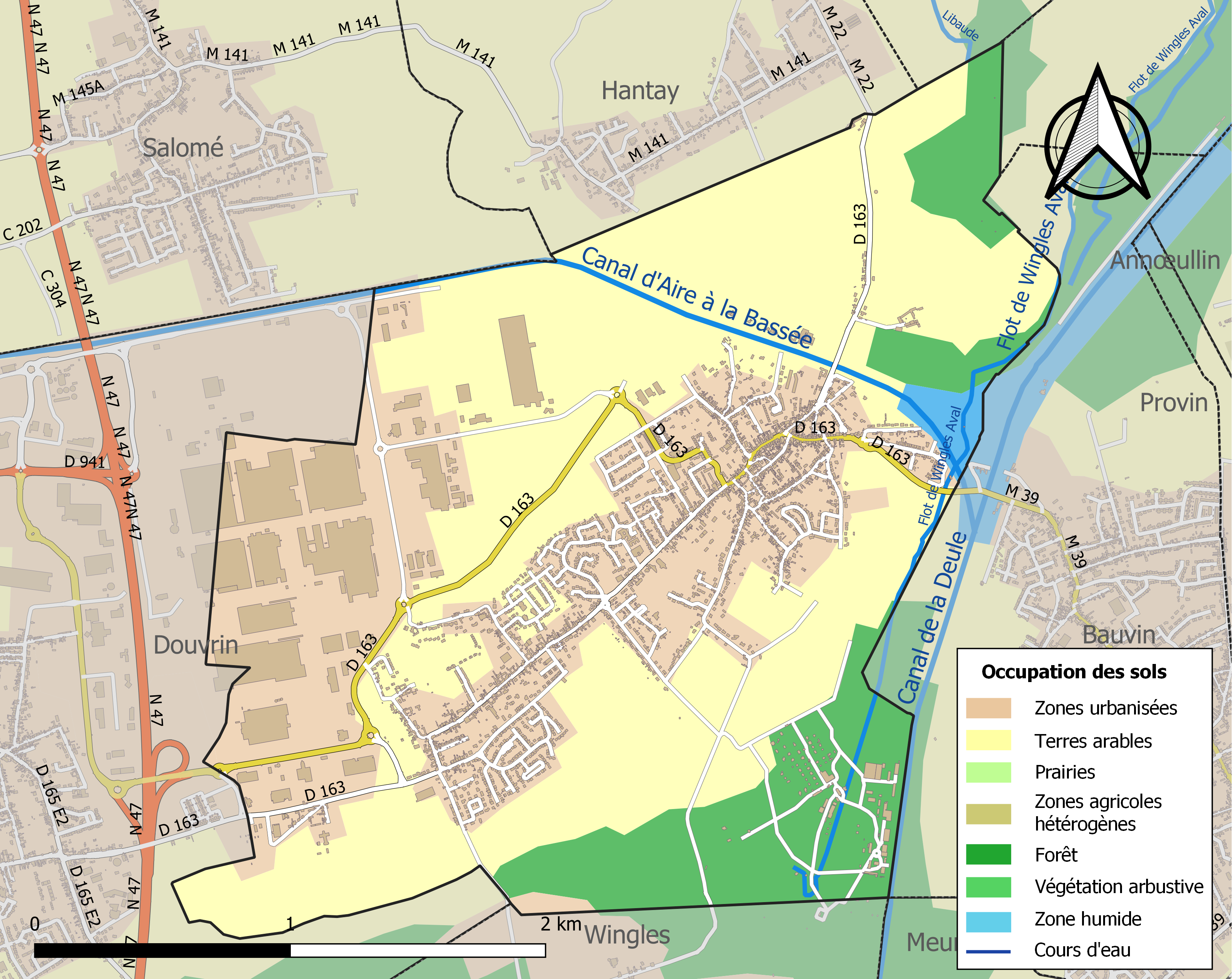
Kaart van de gemeente met belangrijkste infrastructuur, bodemgebruik en omliggende gemeenten

## Bezienswaardigheden
- De Église Notre-Dame

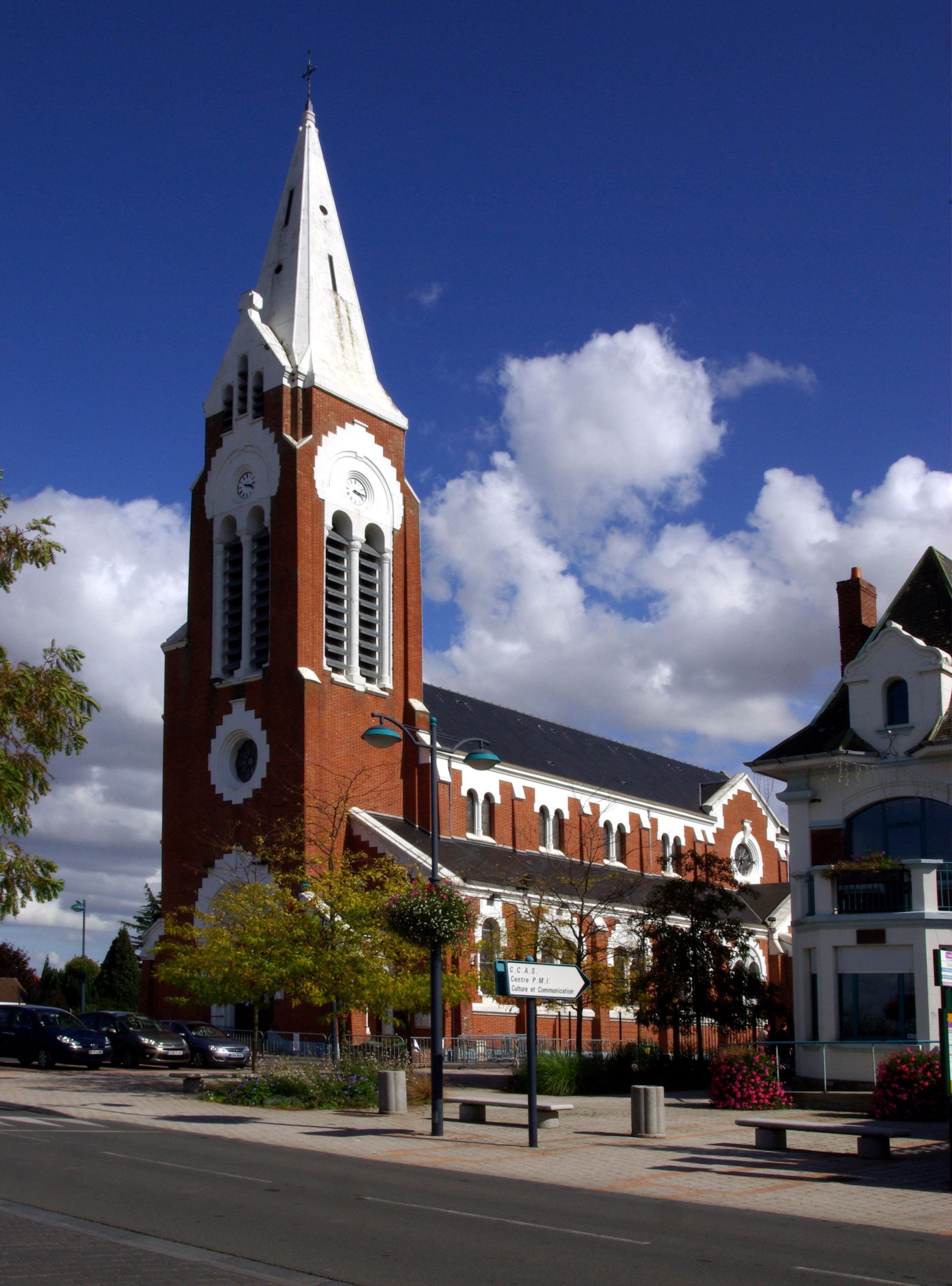
Église Notre-Dame

- Het Deutscher Soldatenfriedhof Billy-Berclau, een Duitse militaire begraafplaats uit de Eerste Wereldoorlog, met meer dan 1600 graven.
- Op de gemeentelijke Begraafplaats van Berclau bevinden zich zeven Britse oorlogsgraven uit de Tweede Wereldoorlog.
- De schatblok en gebouwen van mijnschacht nr. 5 werden in 2011 ingeschreven als monument historique.

## Demografie
Onderstaande figuur toont het verloop van het inwonertal (bron: INSEE-tellingen).